# Ladislav Rygl (ur. 1976)
Ladislav Rygl (ur. 15 maja 1976 we Vrchlabí) – czeski narciarz, specjalista kombinacji norweskiej, wicemistrz świata juniorów.

## Kariera
Pierwszy sukces na arenie międzynarodowej Ladislav Rygl osiągnął 12 lutego 1995 roku w Lake Placid, gdzie w zawodach Pucharu Świata B (obecnie Pucharu Kontynentalnego) w zawodach metodą Gundersena zajął trzecie miejsce. Następnie wywalczył srebrny medal w drużynie podczas mistrzostw świata juniorów w Gällivare w marcu 1995 roku. W Pucharze Świata zadebiutował 4 lutego 1996 roku w Seefeld, gdzie zajął 15. miejsce w Gundersenie. Na podium zawodów tego cyklu po raz pierwszy stanął 1 lutego 1997 roku w Hakubie, kończąc rywalizację w Gundersenie na trzeciej pozycji. W zawodach tych wyprzedzili go jedynie Austriak Mario Stecher i Samppa Lajunen z Finlandii. W kolejnych startach jeszcze dwanaście razy plasował się w najlepszej trójce, odnosząc przy tym trzy zwycięstwa: 11 marca 1999 roku w Falun triumfował w sprincie, a 19 grudnia 1999 roku w Steamboat Springs i 22 stycznia 2000 roku w Libercu był najlepszy w Gundersenie. Najlepsze wyniki osiągnął w sezonach 1998/1999 i 1999/2000, kiedy to zajmował trzecie miejsce w klasyfikacji generalnej.
W 1998 roku wystartował na igrzyskach olimpijskich w Nagano, gdzie był czternasty w Gundersenie oraz ósmy w sztafecie. Na rozgrywanych cztery lata później igrzyskach w Salt Lake City wystąpił tylko w Gundersenie, zajmując 39. miejsce. Brał też udział w igrzyskach olimpijskich w Turynie w 2006 roku, gdzie był między innymi ósmy w sztafecie i siedemnasty w sprincie. W 1997 roku wraz z kolegami z reprezentacji zajął czwarte miejsce w sztafecie podczas mistrzostw świata w Trondheim. Jeszcze czterokrotnie startował na imprezach tego cyklu, najlepszy indywidualny wynik osiągając na mistrzostwach świata w Lahti w 2001 roku, gdzie był szósty w Gundersenie.
W 2006 roku zakończył karierę.
Jego ojciec Ladislav Rygl senior również był kombinatorem norweskim.

## Osiągnięcia

### Igrzyska Olimpijskie
| Miejsce | Dzień     | Rok  | Miejscowość    | Konkurencja           | Wynik zwycięzcy | Strata  | Zwycięzca        |
| ------- | --------- | ---- | -------------- | --------------------- | --------------- | ------- | ---------------- |
| 14.     | 14 lutego | 1998 | Nagano         | Gundersen K-90/15 km  | 41:21,1         | +2:59,7 | Bjarte Engen Vik |
| 8.      | 20 lutego | 1998 | Nagano         | Sztafeta K-90/4x5 km  | 54:11,5         | +2:53,2 | Norwegia         |
| 39.     | 9 lutego  | 2002 | Salt Lake City | Gundersen K-90/15 km  | 39:11,7         | +6:54,8 | Samppa Lajunen   |
| 36.     | 11 lutego | 2006 | Pragelato      | Gundersen HS106/15 km | 39:44,6         | +5:14,1 | Georg Hettich    |
| 8.      | 15 lutego | 2006 | Pragelato      | Sztafeta HS134/4x5 km | 49:52,6         | +4:05,9 | Austria          |
| 17.     | 21 lutego | 2006 | Pragelato      | Sprint HS134/7,5 km   | 18:29,0         | +1:06,2 | Felix Gottwald   |

### Mistrzostwa świata
| Miejsce | Dzień     | Rok  | Miejscowość   | Konkurencja           | Wynik zwycięzcy | Strata  | Zwycięzca        |
| ------- | --------- | ---- | ------------- | --------------------- | --------------- | ------- | ---------------- |
| 4.      | 23 lutego | 1997 | Trondheim     | Sztafeta K-90/4x5 km  | 52:18,0         | +2:39,1 | Norwegia         |
| 8.      | 25 lutego | 1999 | Ramsau        | Sztafeta K-90/4x5 km  | 49:34,2         | +4:20,1 | Finlandia        |
| 19.     | 27 lutego | 1999 | Ramsau        | Sprint K-90/7,5 km    | 17:48,4         | +2:11,5 | Bjarte Engen Vik |
| 6.      | 15 lutego | 2001 | Lahti         | Gundersen K-90/15 km  | 39:26,7         | +2:22,1 | Bjarte Engen Vik |
| 7.      | 20 lutego | 2001 | Lahti         | Sztafeta K-90/4x5 km  | 48:54,1         | +2:52,4 | Norwegia         |
| 28.     | 24 lutego | 2001 | Lahti         | Sprint K-116/7,5 km   | 19:40,3         | ?       | Marko Baacke     |
| 36.     | 21 lutego | 2003 | Val di Fiemme | Gundersen K95/15 km   | 37:54,2         | +6:42,7 | Ronny Ackermann  |
| 10.     | 24 lutego | 2003 | Val di Fiemme | Sztafeta K95/4x5 km   | 47:23,9         | +2:31,5 | Austria          |
| 10.     | 18 lutego | 2005 | Oberstdorf    | Gundersen HS100/15 km | 38:56,2         | +53,7   | Ronny Ackermann  |
| 8.      | 23 lutego | 2005 | Oberstdorf    | Sztafeta HS137/4x5 km | 49:45,5         | +7,1    | Norwegia         |
| 16.     | 27 lutego | 2005 | Oberstdorf    | Sprint HS137/7,5 km   | 20:15,6         | +1:37,7 | Ronny Ackermann  |

### Puchar Świata

#### Miejsca w klasyfikacji generalnej
- sezon 1995/1996: 30.
- sezon 1996/1997: 11.
- sezon 1997/1998: 18.
- sezon 1998/1999: 3.
- sezon 1999/2000: 3.
- sezon 2000/2001: 6.
- sezon 2001/2002: 42.
- sezon 2003/2004: 22.
- sezon 2004/2005: 11.
- sezon 2005/2006: 51.

#### Miejsca na podium chronologicznie
| Nr  | Data              | Miejscowość       | Konkurencja           | Wynik zwycięzcy | Pozycja | Strata | Zwycięzca        |
| --- | ----------------- | ----------------- | --------------------- | --------------- | ------- | ------ | ---------------- |
| 1.  | 1 lutego 1997     | Hakuba            | Gundersen HS120/15 km | ?               | 3.      | ?      | Mario Stecher    |
| 2.  | 27 listopada 1998 | Lillehammer       | Gundersen K120/15 km  | ?               | 2.      | ?      | Bjarte Engen Vik |
| 3.  | 30 stycznia 1999  | Chaux-Neuve       | Gundersen K106/15 km  | ?               | 3.      | ?      | Mario Stecher    |
| 4.  | 11 marca 1999     | Falun             | Sprint K115/7,5 km    | ?               | 1.      | -      | -                |
| 5.  | 21 marca 1999     | Zakopane          | Gundersen K115/15 km  | ?               | 3.      | ?      | Bjarte Engen Vik |
| 6.  | 19 grudnia 1999   | Steamboat Springs | Gundersen K120/15 km  | ?               | 1.      | -      | -                |
| 7.  | 19 grudnia 1999   | Steamboat Springs | Sprint K120/15 km     | ?               | 3.      | +11,0  | Samppa Lajunen   |
| 8.  | 16 stycznia 2000  | Breitenwang       | Sprint K90/15 km      | ?               | 2.      | +10,9  | Samppa Lajunen   |
| 9.  | 22 stycznia 2000  | Liberec           | Gundersen K120/15 km  | ?               | 1.      | -      | -                |
| 10. | 8 lutego 2000     | Nozawa Onsen      | Sprint K90/15 km      | ?               | 3.      | +13,2  | Samppa Lajunen   |
| 11. | 30 grudnia 2000   | Lillehammer       | Gundersen K90/15 km   | ?               | 3.      | +30,4  | Bjarte Engen Vik |
| 12. | 25 stycznia 2001  | Steamboat Springs | Sprint K120/15 km     | ?               | 3.      | ?      | Todd Lodwick     |
| 13. | 8 stycznia 2005   | Seefeld           | Sprint HS100/7,5 km   | 19:57,8         | 3.      | +5,3   | Hannu Manninen   |